# サン＝シール＝ド＝ヴァロルジュ
サン＝シール＝ド＝ヴァロルジュ （Saint-Cyr-de-Valorges）は、フランス、オーヴェルニュ＝ローヌ＝アルプ地域圏、ロワール県のコミューン。

## 由来
コミューンの名前は、4世紀のキリスト教殉教者で聖ユリットの息子、タルススの聖キリクス（fr）に由来する。

## 人口統計
| 1962年 | 1968年 | 1975年 | 1982年 | 1990年 | 1999年 | 2004年 | 2014年 |
| ------ | ------ | ------ | ------ | ------ | ------ | ------ | ------ |
| 396    | 383    | 358    | 313    | 277    | 274    | 314    | 309    |

参照元:1962年から1999年までは複数コミューンに住所登録をする者の重複分を除いたもの。それ以降は当該コミューンの人口統計によるもの。1999年までEHESS/Cassini、2006年以降INSEE。